# Ajmed Bataev
Ajmed Bataev –en búlgaro, Ахмед Батаев– (23 de septiembre de 1991) es un deportista búlgaro que compite en lucha libre. Ganó una medalla de plata en el Campeonato Europeo de Lucha de 2022, en la categoría de 92 kg.

## Palmarés internacional
| Campeonato Europeo | Campeonato Europeo | Campeonato Europeo | Campeonato Europeo |
| Año                | Lugar              | Medalla            | Categoría          |
| ------------------ | ------------------ | ------------------ | ------------------ |
| 2022               | Budapest (Hungría) | Medalla de plata   | 92 kg              |